# John Sweeney (homme politique canadien)
Pour les articles homonymes, voir John Sweeney (homonymie) et Sweeney.
John Roland Sweeney (20 juin 1931-7 juillet 2001) est un homme politique provincial canadien de l'Ontario. Il représente la circonscription de Kitchener—Wilmot à titre de député du Parti libéral de l'Ontario de 1975 à 1990. Il est ministre dans le cabinet du gouvernement de David Peterson.

## Biographie
Né à Saint-Jean au Nouveau-Brunswick, Seeney étudie à l'Université de Toronto où il reçoit un baccalauréat et arts et un maîtrise en éducation.
Catholique romain dévoué, Sweeney sert en tant que premier directeur de l'éducation du district scolaire catholique de Waterloo de 1969 à 1975.

## Carrière politique
Élu député de Kitchener—Wilmot en 1975, il défait le progressiste-conservateur Morley Rosenberg par 1 745 voix. Réélu en 1977 et en 1981 avec des majorités augmentées, il siège sur les bancs de l'opposition jusqu'à la victoire des Libéraux en 1985 et la formation du gouvernement Peterson.
Candidat à la course à la chefferie libérale de 1982, il est éliminé dès le premier tour et termine dernier parmi les cinq candidats dans la course.
En 1985, Sweeney est réélu et est ensuite nommé ministre des Communautés et des Services sociaux le 26 juin 1985. Maintenu à ce poste après l'élection de 1987, il est transféré aux Affaires municipales et aux Logements le 2 août 1989.
En 1989, Sweeney bonifie le programme de soins spéciaux à domicile pour les adultes ayant une déficience intellectuelle.
Sweeney étant de forte conviction anti-avortement et s'étant exprimé sur le sujet, il ne supporte pas la  légalisation de l'accès à l'avortement proposée par le gouvernement Peterson à la fin des années 1980.
Bien qu'il ne se représente pas en 1990, il demeure lobbyiste à Queen's Park durant les années 1990.

## Après la politique
Après sa carrière politique, il devient président de la branche canadienne de Habitat for Humanity International et chancelier de l'Université St. Jerome's (en) dès 1992. Durant les années 1990, il est embauché pour examiner le système éducatif ontarien. Il recommande alors la diminution du nombre de commissions scolaires. En 1999, il se joint à Alan Redway et Marion Dewar dans la publication de Where's Home, une étude sur l'état du logement en Ontario.
Il meurt en 2001, à l'âge de 70 ans, d'une crise cardiaque après avoir survécu à bon nombre d'autres dans le passé. Il laisse sa femme Kay et ses 10 enfants.
L'école John Sweeney Catholic Elementary School de Kitchener est nommé en son honneur.